# Nagano
Nagano (japanski 長野市) je glavni grad japanske prefekture Nagano koji leži blizu ušća rijeke Chikume u Sai na otoku Honshu.
Godine 2003. grad je imao 361.221 stanovnika, a (gustoća stanovništva je bila 893,34 osobe na km²). Ukupna površina grada je 404,35 km².
U potresu 8. svibnja 1847. poginulo je oko 10.000 ljudi. U poplavama 1959. godine oko 20.000 ljudi ostalo je bez svojih domova.
Godine 1998. Nagano bio je domaćin Zimskih olimpijskih igri i Paraolimpijskih zimskih igri 1998.
Jednu od gradskih znamenitosti čini budistički hram iz 7. stoljeća, nazvan Zenkoji. Grad je ispočetka bio samo malo naselje pridruženo hramu, da bi status grada dobio 1. travnja 1897.

## Galerija
- Hram Zenkoji
- Hram Zenkoji
- Ulica u Naganu
- Olimpijska dvorana

## Unutarnje poveznice
- Zimske olimpijske igre u Naganu 1998.